# Єжи Пшистава
Єжи Пшистава (пол. Jerzy Przystawa; нар. 29 квітня 1939 р. у м. Чорткові Тернопільської області, Україна — пом. 3 листопада 2012 р. у Вроцлаві, Польща) — польський фізик, доктор філософії (1958 р.), професор фізичних наук (1998 р.), викладач Вроцлавського університету, ініціатор та організатор Руху за одномандатні виборчі округи (пол. Ruch Obywatelski na rzecz Jednomandatowych Okręgów Wyborczych)

## Життєпис та наукова діяльність
Народився 29 квітня 1939 р. місті Чорткові, що на Тернопільщині. Після укладання пакту Молотова — Ріббентропа сім′я переїжджає до міста Єленя Гура. Там майбутній фізик закінчує середню школу у 1954 році.
Згодом вступає на фізичний факультет до Вроцлавського університету.Бере активну участь у громадському житті університету, студентських демонстраціях, мітингах та страйках, які були зроблені проти тодішньої політики уряду країни.
Упродовж 1960-1962 рр. працює учителем фізики в ліцеї імені Стефана Жеромського у місті Єленя Гура. У 1962 році закінчує навчання в університеті та починає працювати викладачем в Інституті теоретичної фізики у Вроцлавському університеті.
У квітні 1968 році отримує ступінь доктора наук за роботу (пол. Kierunki magnetyzacji antyferromagnetyka Heisenberga), керівником якої був відомий польский фізик-теоретик Ян Живуський.
Проходить наукове стажування у Міжнародному центрі теоретичної фізики, що знаходиться у місті Трієст, Італія. Саме у цей час він активно запрошує на зустрічі науковців-американців та італійців, щоб за круглим столом обговорювати політичну ситуацію Європейських країн. Польського фізика цікавлять ідеї пізнання людини у політичній сфері.
У травні 1976 року отримує габілітацію, захищаючи наукову роботу під назвою (пол. Termodynamiczna teoria przejść fazowych oraz jej zastosowanie do magnetycznych przemian fazowych w związkach uranu).
Від 1998 року — професор фізичних наук.
З 2010 року він працював у Національному центрі ядерних досліджень у місті Отвоцьк — Сверк.
У продовж усієї своєї наукової діяльності читаа гостьові лекції в університетах різних країн світу, а саме:
- у Корнелльському університеті (Ітака, Нью -Йорк)
- в Університеті Стоні-Брук (США)
- в Університеті Данді (Шотландія)
- у Закребському університеті (Хорватія)
- у Технічному університеті Чалмерса (Гетеборг, Швеція)
- у Центрі Теоретична фізика (Трієст, Італія)
- у Палермському університеті (Палермо),
- в Об'єднаному інституті ядерних досліджень (Дубно, Росія)
- у Львівському національному університеті імені Івана Франка[9] (Львів, Україна)

## Політична діяльність
Ще зі студентських років брав активну діяльність у політичному житті Польщі. У 1968 році, під час викладання у Вроцлавському університеті, проявив свою громадську позицію у час так званої Польської політичної кризи 1968 року.
Від 1980 року належить до профспілки «Солідарність». Згодом стає членом робочого комітету університету, а пізніше — працює в сеймі Нижньої Сілезії.
У березні 1982 року його було затримано за політичну діяльність та громадську думку, тому деякий час він пробув у Вроцлавському слідчому ізоляторі. Згодом його перевели до табору для ув′язнених у Нисі.
Після звільнення з в'язниці він заснував та керував підпільним видавництвом (пол. «Oficyna Niepokornych»). Там було опубліковано близько тисячі статей, переважно на теми, пов'язані зі змінами чинного виборчого законодавства в Польщі, які, на його думку, були причинами слабкості Польщі.
У 1989 році приєднується до Щецинської угоди про демократичні вибори. Згодом його обирають членом Національного секретаріату цієї Угоди.
Упродовж 1990-1998 роках він був радником уряду у Вроцлаві.
У 1992 році він ініціював Громадський рух за одномандатні виборчі округи (пол. Ruch Obywatelski na rzecz Jednomandatowych Okręgów Wyborczych), видав кілька книг та брошур на цю тему. Основним завданням діяльності Руху стало обґрунтування необхідності зміни моделі виборчої системи Польщі із пропорційної на мажоритарну (відносної більшості). Того ж року був співорганізатором Асоціації польсько-німецьких ініціатив, завданням якої було покращення політичних, культурнихта наукових зв′язків між Польщею та Німеччиною.
У 1997 році балотувався на парламентських виборах від Руху за перебудову Польщі у Вроцлавському повіті, проте не набрав достатню кількість голосів.
Організовував численні конференції, демонстрації, був автором великої кількості радіопередач та статей у пресі. Його статті були опубліковані за кордоном у видавництвах США, Канади, Австралії.
Ідеї Громадського руху за одномандатні виборчі округи висвітлював у власному блозі на сайті Salon24.pl.
Згодом Громадський рух створив свій сайт та власний логотип.
У 2006 році читав гостьову лекцію у Львівському національному університеті імені Івана Франка на запрошення Центру політичних досліджень, де на прикладі країн Польщі та Італії довів, що штучне насадження пропорційної виборчої системи не дає змоги відобразити волю виборців-громадян.
У 2010 році у нього виявили ракові клітини. Він завжди неохоче говорив про свою хворобу.
У листопаді 1912 року помер. Похований у місті Вроцлав.

## Вибрані праці
Автор численних книг, статей та наукових праць з фізики. У його доробку знаходимо також понад 500 есе, статей та памфлетів про політичну систему.
1. «Через банк і FOZZ. Про пограбування польських фінансів» (пол.Via bank i FOZZ: o rabunku finansów Polski (współautor Mirosław Dakowski)), Komorów: «Antyk», 1992 ISBN 83-86482-11-7.
2. Otwarta księga. O jednomandatowe okręgi wyborcze Wyd. 4. (red. wspólnie z Romualdem Lazarowiczem), Wrocław: «Spes», 1999 Jednomandatowo!: ordynacja wyborcza dla Polski (współautorzy Mirosław Dakowski, Romuald Lazarowicz), 1997.
3. Nauka jak niepodległość o sytuacji polskich nauczycieli, Wrocław: «Spes», 1999 ISBN 83-911421-0-8.
4. «Необхідність несвідома» (пол. Konieczność nieuświadomiona), Kąty Wrocławskie: Wydawnictwo «Wektory», cop. 2006, ISBN 83-60562-06-7, ISBN 88360562062.
5. «Відчуй смак фізики» (пол. Odkryj smak fizyki), Warszawa: Wydawnictwo Naukowe PWN, 2011, ISBN 978-83-01-16805-6; wyd. 2 zm. Warszawa: Wydawnictwo Naukowe PWN, 2013, ISBN 978-83-01-17274-9.

## Вшанування пам′яті
У 2017 році, під час конференції Громадського руху за одномандатні виборчі округи (м. Вроцлав), з нагоди 5-ї річниці смерті польського фізика та політичного діяча було показано фільм.